# فروگداخت (ترانه)
 «فروگداخت» (به انگلیسی: Meltdown) ترانه‌ای از هنرمند بلژیکی استرومای که شامل آوازهای اضافی از خواننده نیوزیلندی لرد، خواننده هیپ هاپ آمریکایی Pusha T، رپر آمریکایی Q-Tip و گروه موسیقی ایندی راک هایم است. این ترانه در تاریخ ۱۷ نوامبر ۲۰۱۴ به عنوان اولین ترانه برای آلبوم موسیقی متن فیلم فیلم بازی‌های گرسنگی: زاغ مقلد - بخش ۱ منتشر شد. این ترانه مورد استقبال منتقدین موسیقی قرار گرفت و در چندین جدول فروش در صدر قرار گرفت.